# Rajsko (powiat brzeski)
Rajsko – wieś w Polsce położona w województwie małopolskim, w powiecie brzeskim, w gminie Szczurowa.Na jej obrzeżach płynie rzeka Uszewka otoczona z obu stron wałem przeciwpowodziowym. W Rajsku znajduje się oddział Ochotniczej Straży Pożarnej (OSP).
Było wsią biskupów krakowskich w województwie sandomierskim w 1629 roku. W latach 1975–1998 miejscowość należała administracyjnie do województwa tarnowskiego. Integralne części miejscowości: Małe Rajsko, Wielkie Rajsko.